# Ignacy Giełgud
Ignacy Giełgud herbu własnego (ur. ok. 1755, zm. 13 czerwca 1807 w Gniewie) – strażnik wielki litewski w latach 1789–1793, członek Sztabu Generalnego Wojska Wielkiego Księstwa Litewskiego w 1792 roku, generał dywizji armii Księstwa Warszawskiego, zasłużony działacz polityczny i wojskowy z Litwy.
Był synem Antoniego Onufrego Giełguda, kasztelana żmudzkiego, marszałka Trybunału Głównego Wielkiego Księstwa Litewskiego i Karoliny Eleonory z Oskierków herbu Murdelio.
Był posłem Księstwa Żmudzkiego na Sejm Czteroletni w 1788 roku i członkiem Zgromadzenia Przyjaciół Konstytucji Rządowej. Gorący zwolennik reform. W l. 1789–1793 pełnił służbę w kawalerii narodowej, wpierw jako rotmistrz, a od 1793 jako pułkownik. Był członkiem sprzysiężenia, przygotowującego wybuch powstania kościuszkowskiego na Litwie. 24 kwietnia 1794 wybrany do Rady Najwyższej Rządowej Litewskiej. W randze generała lejtnanta walczył w powstaniu kościuszkowskim 1794 roku mimo członkostwa w Radzie.
Po III rozbiorze Polski wyzwał na pojedynek przebywającego w Warszawie Platona Zubowa, byłego faworyta cesarzowej Katarzyny II.
3 grudnia 1806 marszałek Joachim Murat powierzył mu organizację wojsk w departamencie warszawskim, a następnie, po wyznaczeniu na to stanowisko księcia Józefa Poniatowskiego, w planowanym departamencie białostockim, który po pokoju w Tylży przypadł jednak Rosji. 20 marca 1807 objął dywizję po rannym Janie Henryku Dąbrowskim i przeprowadził oblężenie Gdańska. Była to decyzja kompromisowa, mająca pogodzić ubiegających się o dowództwo generałów Amilkara Kosińskiego, Jana Henryka Wołodkowicza i Michała Sokolnickiego, tym bardziej, że Giełgud słynął z wysokiej kultury osobistej, taktu i bezinteresowności, umiał jednać sobie ludzi, a ponadto odznaczał się skrupulatnością i inwencją. Zmarł z trudów wojennych i odniesionych ran.
Odznaczony w 1807 Krzyżem Legii Honorowej. W 1792 otrzymał Order Orła Białego i Order Świętego Stanisława.